# Paracladopelma loganae
Paracladopelma loganae är en tvåvingeart som beskrevs av Beck 1969. Paracladopelma loganae ingår i släktet Paracladopelma och familjen fjädermyggor. Inga underarter finns listade i Catalogue of Life.